# Argocoffeopsis spathulata
Argocoffeopsis spathulata är en måreväxtart som beskrevs av Aaron Paul Davis och Bonaventure Sonké. Argocoffeopsis spathulata ingår i släktet Argocoffeopsis och familjen måreväxter.
Artens utbredningsområde är Kamerun. Inga underarter finns listade i Catalogue of Life.